# BECK: Mongolian Chop Squad
BECK: Mongolian Chop Squad (рус. БЕК: Восточная Ударная Группа) — аниме-сериал, выпущенный студией Madhouse по манге Харольда Сакуиси. В нём разнообразное музыкальное оформление, сопровождающее практически любое действие. Это история о компании японских подростков, объединившихся в рок-группу. Фильм режиссёра Юкихико Цуцуми, снятый по этому сюжету, вышел осенью 2010 года.
Аниме включает сюжет примерно 11 томов манги (из 34-х), в последней серии в общих чертах описывается содержимое ещё двух томов.

## Сюжет
Ученик школы, 14-летний Юкио Танака, спасает пса Бэка и знакомится с его хозяином Рюсукэ Минами, мечтающем сформировать собственную музыкальную группу. После этого знакомства в жизни Юкио происходит много перемен.
Аниме рассказывает о буднях начинающей группы: от репетиций и привыкания друг к другу до конкуренции, записи первых альбомов и решения личных проблем участников.
Группа главных героев была названа «BECK» в честь пса Рюсукэ Бэка, но продюсер из Америки решил, что название не понравится англоязычным слушателям и самовольно дал группе второе название «Mongolian Chop Squad». В итоге в пределах Японии группа выступает под оригинальным названием, а за пределами родной страны — под новым. Из-за этого поначалу иностранцы уверены, что группа образовалась в Монголии.

## Персонажи
Юкио Танака (яп. 田中 幸雄 Танака Юкио), прозвище — Коюки (яп. コユキ) — основной герой фильма. Наблюдая за его жизнью, зритель серия за серией знакомится с остальными персонажами и музыкальным миром Японии. Коюки вместе с Сакураем принимают в группу последним. В «Беке» он — гитарист и второй вокалист, со временем начинает сочинять музыку и писать тексты песен. Талантливый музыкант. С детства очень любил петь, и у него хороший голос. Коюки — добрый, доверчивый, открытый человек. Он весьма эмоционален, склонен к переживаниям и не упускает случая пустить слезу. Но в то же время он никогда не бросает друзей в беде, не задумываясь, вступается за слабого и привык отвечать за свои поступки.
Сэйю: Дайсукэ Намикава
Рюсукэ Минами (яп. 南 竜介 Минами Рюсу:кэ), [американское прозвище — Рэй] — известная фигура в мире японской молодёжи, несмотря на то, что ему всего 16 (на момент первой встречи со зрителем). Талантливый музыкант, Джон Ли Дэвис называет его «наследником Сонни боя». Основатель группы и лидер группы «Бек», играет на гитаре, автор большинства песен группы. У Рюсукэ насыщенное прошлое. Живя в Америке, он знакомится с Эдди, будущим гитаристом DyBre. Вместе с ним Минами крадёт гитару и пса Бека из дорогой машины. Впоследствии с этими событиями будет связана судьба группы «Бек». В общении он лёгкий и приятный человек, очень харизматичен, но в том, что касается музыки, он становится жёстким и категоричным.
Сэйю: Юма Уэно
Махо Минами (яп. 南 真帆 Минами Махо) — младшая сестра Рюсукэ. Начинающая модель. В начале сериала она выступает на концертах в клубах. Именно она первой оценила талант Коюки и предложила его на роль вокалиста в «Беке». Развитие её отношений с Танакой является основной романтической линией сюжета. Махо очень красива и привлекательна. В фильме рассматриваются также её отношения с вокалистом соперника «Бека» — группы «Бель Аме». Как и брат, Махо длительное время жила в Америке, поэтому лучше говорит по-английски, чем по-японски. Она общительная, весёлая. Любит похулиганить.
Сэйю: Михо Сайки
Цунэми Тиба (яп. 千葉 恒美 Тиба Цунэми) — первый участник, вступивший в «Бек». Основной вокалист группы. Увлекается рэпом и хип-хопом, поэтому читает речитативы. На сцене он очень подвижен и агрессивен, может расшевелить любую аудиторию. В свободное от музыки и учёбы время занимается приготовлением и продажей японской лапши. В его характере много противоречий. Внешне он нахален, груб и несдержан. Но, познакомившись с ним поближе, зритель видит его совсем иным. Для Тибы очень важна группа а также признание её членов. Он всеми силами старается помочь «Беку» и ужасно расстраивается из-за неудач, разлад в группе чаще всего возникает из-за его излишней эмоциональности. Верный друг. Натаскан в боевых искусствах, благодаря чему не раз помогает друзьям и также часто устраивает беспричинные драки. Именно Тиба даёт название группе.
Сэйю: Синтаро Охата
Ёсиюки Тайра (яп. 平 義行 Тайра Ёсиюки) — второй, вступивший в группу участник. Играет на бас-гитаре. Самый опытный из членов группы, так как до прихода в «Бек» играл в 2-х музыкальных коллективах. Очень талантлив. За право взять его в свою команду борются Рюсукэ и Эйдзи. Тайра — самый рассудительный и спокойный из участников «Бека». Всегда занимает справедливую позицию, стремится успокоить и примирить участников группы.
Сэйю: Кэндзи Нодзима
Юдзи Сакураи (яп. 桜井 裕志 Сакураи Ю:дзи), [прозвище — Саку] — вместе с Коюки последним вступает в «Бек». Играет на ударных, причём занимается этим с раннего детства. Приходит в качестве замены барабанщика из прошлой группы Рюсукэ Serial Mama. Он — лучший друг Коюки. Саку — это честный и прямой человек, его нельзя запугать шантажом. Чрезвычайно предан группе, он даже убегает из дома, чтобы играть в «Беке». Его отношения с девушкой также составляют романтическую линию фильма.
Сэйю: Тору Нара
Кэнъити Сайто (яп. 斉藤 研一 Сайто: Кэнъити) — владелец небольшого склада поставки бумаги. Временами подрабатывает тренером по плаванью. Именно он научил Юкио основам игры на гитаре. Был в олимпийской сборной страны на плаванью. Из-за травмы был вынужден покинуть профессиональный спорт, от депрессии его спасла рок-музыка. В бассейне он «человек-монстр»: криклив и несдержан. В обычной жизни он — добрый, слегка помешанный на порножурналах и секс-индустрии человек. Фанат британского рока и группы The Rocket Boys.
Сэйю: Порше Окитэ
Идзуми Исигуро (яп. 石黒 泉 Исигуро Идзуми) — училась в одной школе с Юкио (старше его на год), его подруга детства. Когда они вместе ходили на кружок каллиграфии, она дала ему прозвище Коюки, которое впоследствии за ним закрепилось. После выпуска Идзуми из школы их жизненные пути расходятся. Вместе с Идзуми Коюки впервые попадает на концерт группы Serial Mama, именно Идзуми знакомит Коюки с творчеством группы Dying Breed. Со временем Идзуми влюбляется в Коюки, но скоро понимает, что слишком долго разбиралась в чувствах: Коюки к этому моменту уже увлекся Махо.
Сэйю: Мики Маруяма
Эйдзи Кимура (яп. 木村 栄二 Кимура Эйдзи) — играл вместе с Рюсукэ в группе Serial Mama, но после распада группы Рюсукэ и Эйдзи становятся серьёзными соперниками. Эйдзи, как и Рюсукэ, мечтает собрать лучшую группу, но делает ставку не на талант музыкантов, а на влияние продюсера. Тем не менее сам Эйдзи является одним из талантливых гитаристов своего поколения.
Сэйю: Сигэру Сибуя
Эдди Ли (яп. エディ・リー) и Мэтт Рид (яп. マット・リード) — гитарист и вокалист группы Dying Breed (DyBre) соответственно. Эдди — хороший друг Рюсукэ ещё со времён его жизни в Америке. DyBre поддерживает группу «Бек». Участники группы DyBre — первые из профессионалов, кто оценил талант Коюки.
Бек (яп. ベック) — необычный пёс, которого Рюсукэ вместе с Эдди украл из машины мафиози. Он как будто составлен из частей разных собак. В фильме Бек является символом группы.
Люсиль (яп. ルシール) — любимая гитара Рюсукэ. Это простреленная гитара, однако её также можно выделить в качестве отдельного персонажа. Как и пес Бек, Люсиль — символ группы. В реальной жизни гитара Люсиль — это инструмент известного гитариста Би Би Кинга.

## OST

### Синглы
- Открывающая тема — Hit In The USA.
- Закрывающие темы — My World Down (1-20 серии), Moon on the Water (21-25 серии), Slip Out (26 серия).

### Альбомы
OST.Beck, OST.Keith:
- Asian Kung-Fu Generation — Flash Back
- Beat Crusaders — 50c Wisdom
- Beat Crusaders — B A D
- Rocket Boys — Follow Me
- Beat Crusaders — Hit In The USA
- Beat Crusaders — Super Ko Rider
- Belle Ame — Lost Melody
- Chiba Tsunemi — Reloaded
- Ciel Bleu — Youkai Ningen Bem
- Goofy’s Holiday — Piece Of Tears
- Hyoudou Band 2 — Love Dischord
- Kazuya Hirabayashi — Face
- Kazuya Hirabayashi — Slip Out
- Meister — Above The Clouds
- Meister — I Call You Love
- Meister — My World Down
- Minami Maho — SLY
- Musicmans — Journey
- Sowelu — Moon On The Water(Fool Moon Sway)
- Tanaka Koyuki — Moon On The Water
- Tanaka Koyuki — I’ve Got A Feeling
- Tropical Gorilla — Brainstorm
- Typhoon24 — Like A Foojin
- Typhoon24 — Spice Of Life

Tribute To Beck.Grateful sound:
- Dead Man — Smorgas
- Fat Liver — 54 Nude Honeys
- Flow — Loop-Line
- Furouto — Nice Marbles
- H-S-K-S — Coaltar Of The Deepers
- Leave Me Alone — Choke Sleeper
- Let’s Groove Or Die — Beratrek
- Melody — Rumtag
- Up Set Vibration — Badfish
- Yureru — Bazra